# 授三公祠
授三公祠，位于中国广西壮族自治区藤县古龙镇大垌公路边，为一个省级文物保护单位，类型为近现代重要史迹及代表性建筑，为第六批广西壮族自治区文物保护单位，公布时间为2009年5月4日。
授三公祠的历史年代为清末。